# Elativ (Kasus)
Der Elativ ist ein Kasus, der vor allem in finno-ugrischen Sprachen vorkommt und die Herausbewegung ausdrückt.
Er kann im Deutschen mit den Präpositionen aus, von wiedergegeben werden.

## Baskisch
Im Baskischen leitet sich der Elativ vom Inessiv inanimat ab, an den das Suffix -dik (nach Vokal -tik) angehängt wird. Ein Beispiel wäre etxetik „vom Haus (her)“.

## Finnisch
Im Finnischen lautet das Postfix -sta bzw. -stä, welche sich nach der Vokalharmonie richtet. Z. B. talosta „aus dem Haus“, kädestä „aus der Hand“.

## Estnisch
Im Estnischen endet der Elativ auf -st bzw. im Plural auf -test oder -dest. Z. B. rongist „aus dem Zug“.

## Ungarisch
Im Ungarischen lautet die Endung -ból bzw. -ből nach der Vokalharmonie. Z. B. házból „aus dem Haus“.